# Даудесвелл, Элизабет
Элизабет Даудесвелл (англ. Elizabeth Dowdeswell) — государственный и политический деятель Канады. С 23 сентября 2014 года занимает должность лейтенант-губернатора провинции Онтарио.

## Биография
Родилась 9 ноября 1944 года в британском городе Белфаст, Северная Ирландия. В 1947 году вместе с родителями переехала в канадскую провинцию Саскачеван. В 1966 году окончила Университет Саскачевана, имеет степень бакалавра наук в области экономики. В 1972 году получила степень магистра в области поведенческих наук, окончив Университет штата Юта. 
В 1992 году была назначена исполнительным директором по реализации Программы Организации Объединенных Наций по защите окружающей среды, штаб-квартира расположена в кенийском городе Найроби. В 1996 году заняла 66 место среди самых влиятельных женщин мира в журнале The Times. В 1998 году она вернулась в Канаду, основала компанию по управлению ядерными отходами. В 2010-х годах Элизабет Даудесвелл была президентом Совета канадских академий. 23 сентября 2014 года была назначена на должность лейтенант-губернатора провинции Онтарио, сменив на этом посту Дэвида Онли. 